# 重建美好未来方案
重建美好未来方案（英語：Build Back Better Plan）是美國總統喬·拜登提出的一項預計7萬億美元的未來經濟和基礎設施一籃子計畫。它將包括對基礎設施的投資，預計將創造1000萬個清潔能源工作崗位。支出還將包括用於住房、教育、經濟公平和醫療保健的政府資金。
该计划分为三个部分。第一部分为于2021年3月签署为法律的《2021年美国救援方案法》，即COVID-19救济方案。其他两部分在广泛协商后被分成了不同的法案。美国就业计划（英語：American Jobs Plan）是一项资助基础设施并减少美国对气候变化影响的提案，而美国家庭计划（英語：American Families Plan）则是一项社会政策提案，包括福利和社会服务方面的支出。美国就业计划中的基础设施支出部分被纳入了《基础设施投资和就业法案》，该法案于2021年11月15日签署成为法律。美国就业计划中的其他部分，例如与气候变化和家庭护理有关的资金则被纳入了《重建美好未来法案》，该法案也加入了美国家庭计划中与福利和社会服务有关的部分。

## 願景
該計畫的關鍵要素包括：
1. “建設現代化基礎設施”
2. “定位美國汽車工業，用美國發明的科技贏得21世紀”
3. “到2035年實現電力行業無碳污染”
4. “在建築節能方面進行重大投資，包括完成400萬次改造，新建150萬套經濟適用房”
5. “對清潔能源創新進行歷史性投資”
6. “推進永續農業和保護”
7. “確保環境公正和公平的經濟機會”

該計畫要求在四年內支出2萬億美元。